# Andrenosoma cinerea
Andrenosoma cinerea är en tvåvingeart som först beskrevs av Luigi Bellardi 1861.  Andrenosoma cinerea ingår i släktet Andrenosoma och familjen rovflugor. Inga underarter finns listade i Catalogue of Life.